# Sevenums

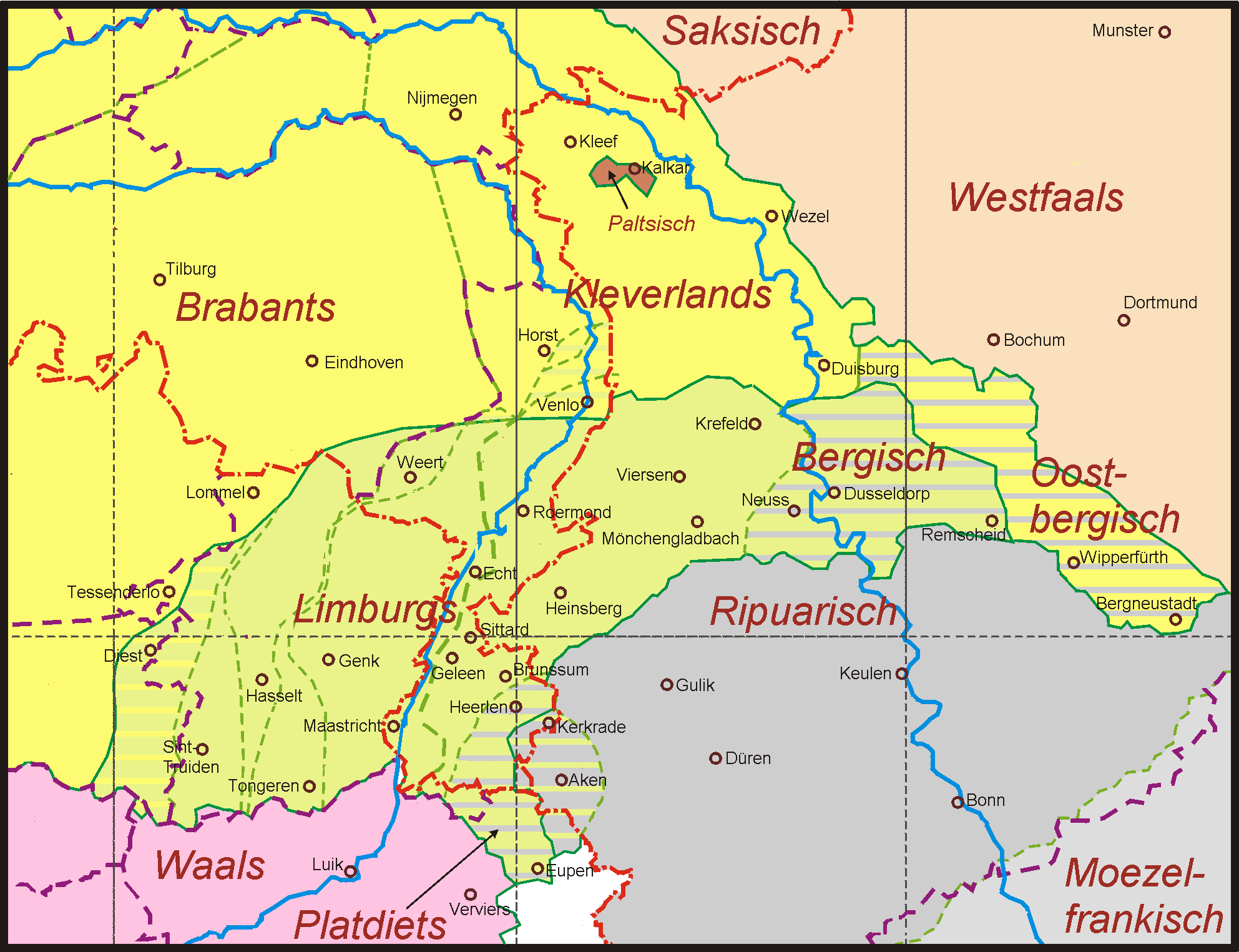
- HET LIMBURGS TAALLANDSCHAP -
Het zuidelijk Maas-Rijnlandse (Limburgs-Nederrijnse) dialectcontinuüm

Het Sevenums (in Sevenums dialect: Zaerums) is het dialect dat in de plaats Sevenum in de Nederlandse provincie Limburg gesproken wordt.
Het dialect wordt ook gesproken in het dorp Kronenberg en het gehucht Evertsoord. Het Sevenumse taalbegied komt overeen met de voormalige gemeentegrenzen. Het Sevenums en het Grubbenvorsters hebben meer gemeen met het Venloos en andere Limburgse dialecten dan met het Horsters, waartoe Sevenum sinds 2010 bij hoort. Het Sevenums vormt samen met het Venloos en Grubbenvorsters het meest noordelijke grensgebied van het Limburgse taalgebied. Het Sevenums wordt nog wel tot het Limburgs gerekend maar het iets noordelijker gelegen Horst al niet meer. De begrenzing wordt gevormd door de mich-mij isoglosse. Het Sevenums zelf is ook geen zuiver Limburgs dialect en heeft een aantal Brabants-Kleverlandse invloeden waardoor het Sevenums een overgangsdialect is.

## Indeling Limburgs, Brabants en Kleverlands
Het Sevenums is een Limburgs dialect tussen verschillende isoglossen tussen het Limburgs ten zuid(oost)en van Sevenum en het Brabants/Kleverlands dialect ten noorden ervan. Sevenum ligt dicht bij Venlo, waardoor het dialect veel gemeen heeft met het Venloos, al zijn er ook veel overeenkomsten met het Horsters. Het is afhankelijk van de definitie of het Sevenums een Limburgs, Kleverlands dialect is. Het Sevenums ligt over het algemeen dichter bij het Limburgs dan bij het Brabants of Kleverlands. Sevenum ligt gedeeltelijk ten noorden van de Uerdinger linie, maar omdat de Uerdinger linie zich bij Sevenum in twee lijnen splitst ligt het ook een gedeelte ten zuiden ervan. In Sevenum spreekt men enerzijds van ik en ok (ik en ook) net als in Horst, maar anderzijds wel van mich, doe en dich (mij en jij) net als in Midden-Limburg en Zuid-Limburg, hiermee wijkt het Sevenums van het Kleverlands af waar men meej en geej gebruikt voor mij en jij (afgeleid van het Brabantse mij en gij).
Het Sevenums ligt ook ten oosten van de Diest-Nijmegenlinie net als vele dialecten in noord-limburg. Deze isoglosse wordt ook als grens beschouwd tussen het Brabants ten westen en het Kleverlands ten oosten ervan. Ook valt deze isoglosse grotendeels samen met de ijs-ies isoglosse, in het Sevenums spreekt men bijvoorbeeld van tied en ies (tijd en ijs) daarnaast hebben meerdere woorden die in het nederlands een ij klank hebben een ie klank in het sevenumse dialect.
Ook ligt Sevenum ten zuiden van de betoningslijn (stoottoon en sleeptoon), maar het ligt wel geheel ten noorden van de Panningerlinie dit maakt het Sevenums een overgangsdialect tussen het Kleverlands en het Limburgs.

## Mich-kwartier
In Sevenum kent men net als in Venlo en veel andere (Midden en Zuid-) Limburgse plaatsen mich voor het woord mij.
Maar dat is niet altijd zo geweest, het woordje mich heeft nog geen eeuw geleden het (Kleverlandse) woordje meej (grotendeels) verdrongen waarschijnlijk door de invloed van het Venloos, al komt de vorm meej tegenwoordig steeds vaker weer voor door invloed van het Horsters. Beide vormen kunnen dus als Sevenums bestempeld worden. Vroeger kende men in Sevenum ook geen doe en dich daarvoor kende men voor 1900 de woorden dij en geej deze vormen bestaan al heel lang niet meer. Tegenwoordig ligt Sevenum in het mich-kwartier wat vroeger niet het geval was.

### Noordelijke en westelijke kenmerken
In de volgende gevallen komt het Sevenums overeen met het Kleverlands of zelfs bij het Brabants:
- Het gebruik van het voornaamwoord ik voor de eerste persoon enkelvoud nominatief en niet ich, zoals vanaf Panningen, Helden, Baarlo, Tegelen zuidwaarts voorkomt;
- Het gebruik van het woordje ok (ook) en niet ouch wat in de meeste Limburgse dialecten gebruikelijk is.
- Samenvallen van de tweeklanken ei en ou met ieë en oeë. Bijvoorbeeld bieën en boeëm tegenover de gewoonlijke Limburgse vormen bein en boum.
- Het voorkomen van de sch- klank in plaats van de typisch Limburgse sj- klank, waardoor men in Sevenum van schoeël (school) spreekt en niet van sjoeël

### Zuidelijke, Limburgse kenmerken
In de volgende gevallen komt het Sevenums overeen met andere Limburgse dialecten:
- Het gebruik van het voornaamwoord mich, en niet meej zoals in Horst, voor de eerste persoon enkelvoud datief-accusatief;
- Het voorkomen van doe en dich voor de tweede persoon enkelvoud, waarvoor het Sevenums respectievelijk doe, dich en dien gebruikt;
- Het gebruik van het voorzetsel wie in plaats van het Kleverlandse en Nederlandse hoe. Onder het woordje wie (persoon) wordt in het Sevenums en andere Limburgse dialecten wae verstaan;
- Behoud van het verschilt tussen stoottoon en sleeptoon. Even ten noorden en westen van Horst verdwijnt dit verschijnsel weer. In America en Broekhuizen komt het al niet meer voor;
- Behoud van de vocaal û, geschreven als oe; waardoor er van hoes gesproken wordt en niet van huus (Kleverlands) of huis (Brabants).
- Behoud van de ê en ô; waardoor neet en good gebruikt worden in plaats van het Kleverlands én Brabantse nie en goed.

## Woordenboek
Er bestaat een Sevenums woordenboek met als titel zoeë zag en zaet me det in Zaerum. In het boek staan spreekwoorden, gezegdes en typisch Sevenumse woorden. Het boek bevat 6.000 woorden en is zeshonderd pagina's dik.

## Woordenlijst
In het Sevenums bestaan ook vele woorden die van omliggende talen zijn afgeleid, sommige woorden bestaan in meerdere Limburgse dialecten, andere enkel in het Sevenums De woorden hebben een Nederlandse, Duitse, en in mindere mate een Keltische en Franse invloed. Het ene woord is meer in gebruik dan het andere, veel traditionele woorden zijn verloren gegaan aan een vernederlandste versie. In even kolommen staan Sevenumse woorden, in oneven kolommen Nederlandse.
| Nederlands a-g | Sevenums            | Nederlands h-k          | Sevenums                  | Nederlands l-z    | Sevenums         |
| -------------- | ------------------- | ----------------------- | ------------------------- | ----------------- | ---------------- |
| aardappels     | petatte             | ham(worst)              | schènk(wors)              | laarzen           | stieëvels        |
| aardbeien      | erbaere             | huilen                  | schràwwe, bäöke           | lieveheersbeestje | aoliebieësje     |
| azijn          | aek                 | met de achternaam heten | zich schriêve             | libel             | glaassniejer     |
| bagage         | pakkazie            | jeneverbessen           | wachelbaere               | mieren            | zèkdempels       |
| balkenbrij     | kerboêt             | jeuk                    | juks                      | neus              | naas             |
| bang           | schów               | kalf                    | mökske                    | pijn              | wieë             |
| boeren laten   | käöke               | kikker                  | kwekkert                  | schaduw           | schieëm          |
| bord           | telder              | kippen                  | henne                     | (appel)stroop     | kroêt            |
| bosbessen      | moelbaere           | klaar zijn              | vérdig zien               | ui                | loeëk, zwiebelot |
| bramen         | brampele, brombaere | koolmeesje              | beiepikske                | vaatdoek          | schóttelslet     |
| eekhoorn       | inketske            | koukleum                | kaldekrimper, aozelliejer | vork              | forket, rikske   |
| ellende        | aozel               | kruisbessen             | stekbaere                 | vriezen           | vraere           |
| gierigaard     | centebiêter         |                         |                           | wesp              | weps, maespel    |
| goedkoop       | baeterkoeëp, bielig |                         |                           | zeuren            | sánikke, näöle   |

Dit overzicht toont slechts enkele woorden, er bestaan er in werkelijkheid nog veel meer.